# Сардар

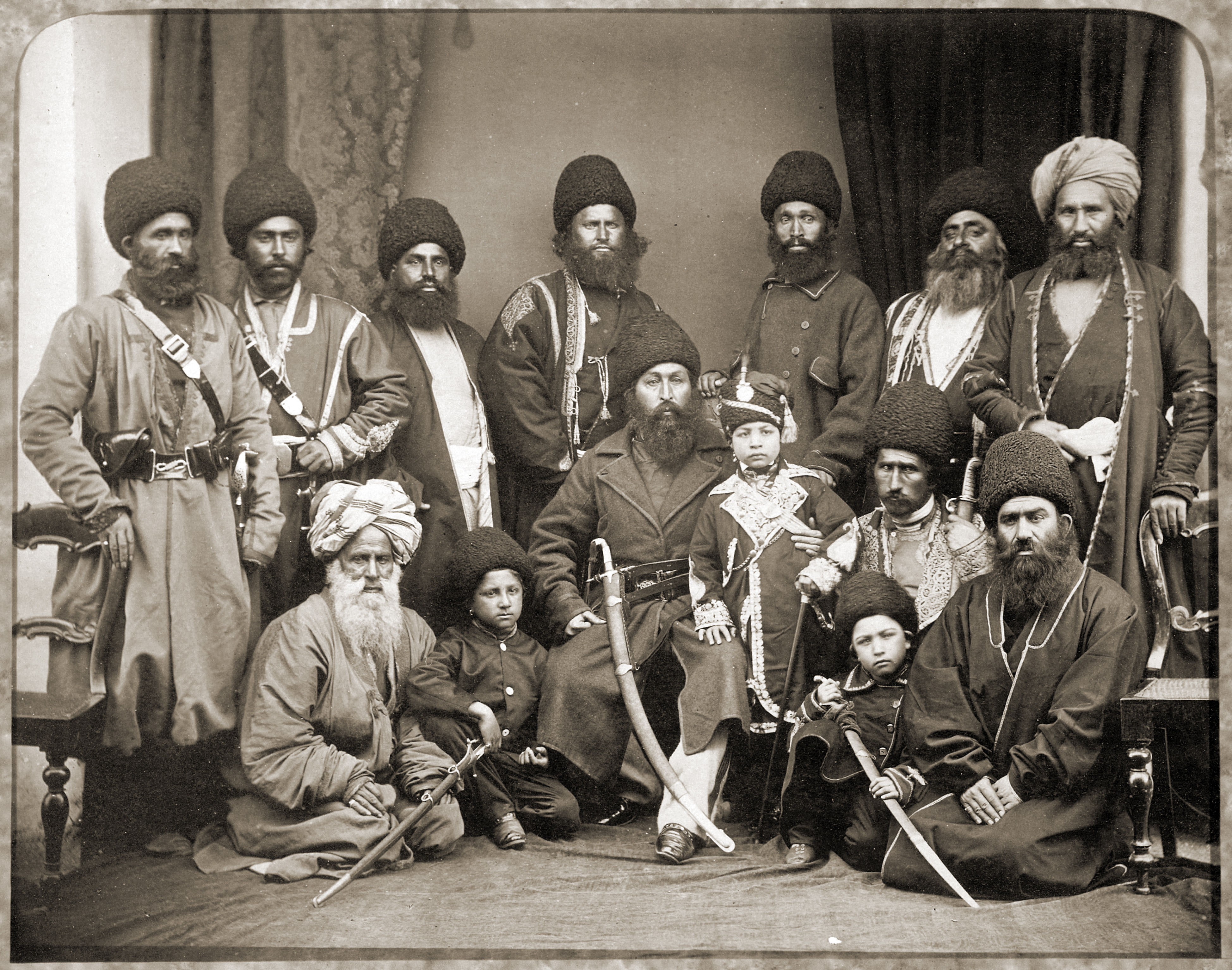
Эмир Шир-Али с принцем Абдуллой Джаном и афганскими сердарами. Фото 1869 г.

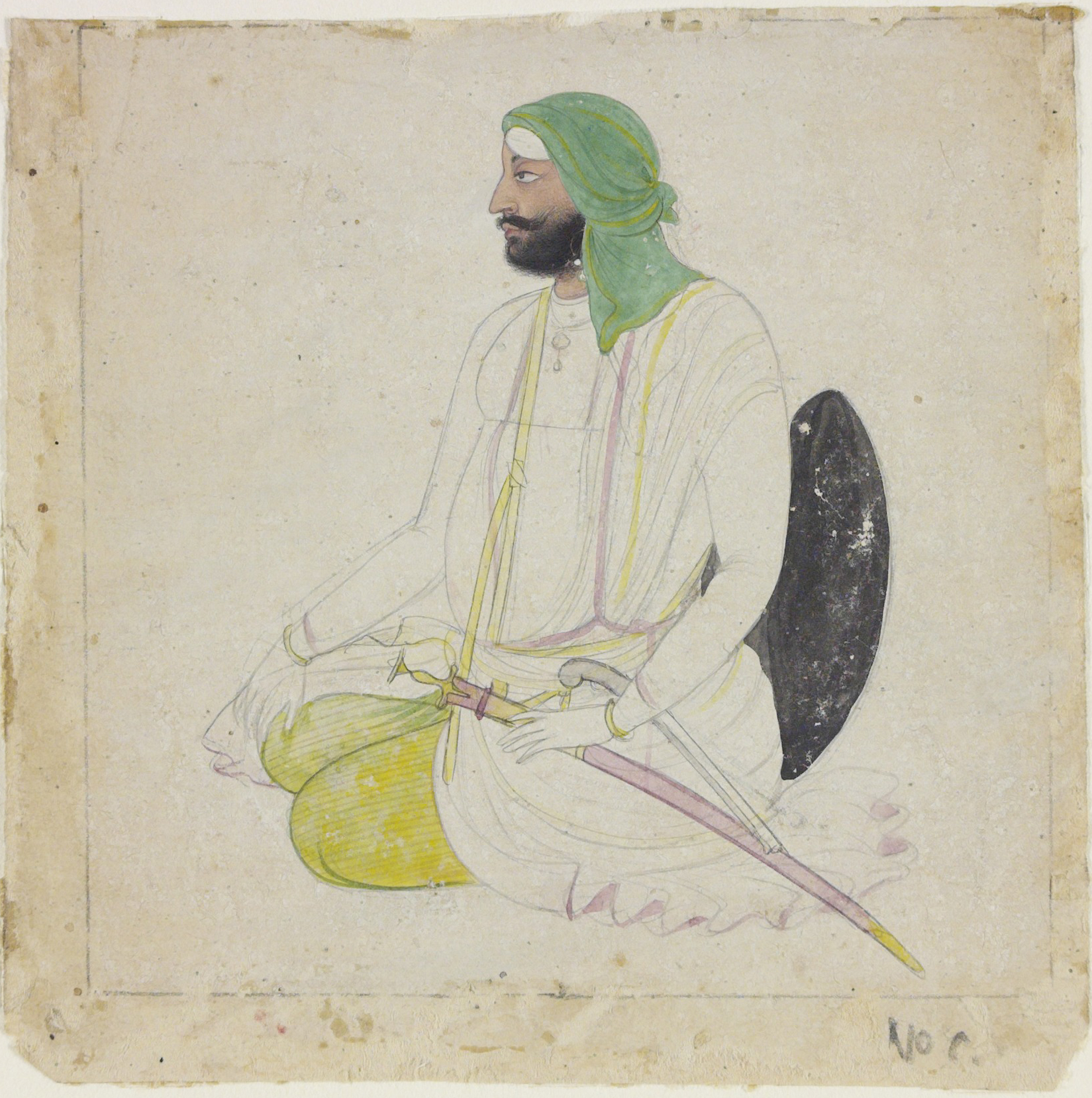
«Сердар»

Сардар (от перс. سردار‎ [sardār] «глава; руководитель; начальник»), сердар — название правителя, вождя в Центральной и Передней Азии.
В Османской империи являлся титулом командующего армией, ведшего боевые действия.
В Египте в период английского правления сардаром назывался британский офицер, командовавший армией хедива.
В Иране, Афганистане и Пакистане данный титул носит влиятельный сановник или глава племени. В таких случаях сардар иногда является частью имени.
В Индии сардар — это титул, распространённый среди сикхов, принадлежащих к касте джатов. До английского завоевания Пенджаба в 1849 году сардарами назывались сикхские военачальники и представители феодальной сикхской прослойки — члены правящей династии, наместники областей и так далее.
В Бессарабской области Российской империи — «чиновный, наделенный государственной властью человек». Так, в официальном издании Российской империи 1818 года исправник Григорий Кириллович Варфоломей указан как сардар.
Также слово сардар употребляется у разных тюркоязычных народов и странах. Так, например, этот термин применялся по отношению к президенту Туркменистана Сапармурату Ниязову.
В высотном альпинизме сирдаром называют начальника над носильщиками, нанятыми экспедицией, а также главного шерпу, руководящего другими высотными носильщиками команды.